# برونو موتا (لاعب كرة قدم)
برونو موتا هو لاعب كرة قدم سويسري، ولد في 24 أكتوبر 1987 في جنيف في سويسرا. شارك مع منتخب سويسرا تحت 21 سنة لكرة القدم. أما مع النوادي، فقد لعب مع لو مون لوزان ونادي بيلينزونا ونادي تارانتو 1927 ونادي سامبدوريا ونادي سيرفيت ونادي كياسو.